# Videojuego de simulación política
Los juegos de simulación política son actividades interactivas que simulan o recrean aspectos de sistemas políticos y gubernamentales, permitiendo a los participantes asumir el papel de líderes políticos, tomar decisiones estratégicas y experimentar las complejidades del proceso político en un entorno simulado. Estos juegos brindan conocimientos prácticos y educativos sobre la política, permitiendo a los participantes explorar escenarios, resolver problemas y desarrollar habilidades para la toma de decisiones en un contexto político hipotético.

## Historia
Antes de la aparición de las computadoras personales y su capacidad de procesar grandes cantidades de datos estadísticos, los juegos basados en geopolítica y elecciones ya existían hacía años. Uno de los primeros juegos de este tipo fue The Game of Politics, creado por Oswald Lord en 1935 y que siguió editándose hasta 1960. En 1954, fue creado el juego de mesa Diplomacy, el cual se diferenciaba de otros juegos de mesa en que éste presenta una fase de "negociación" durante la cual los jugadores hacían acuerdos con otros jugadores, para luego realizar movimientos militares simultáneamente. La política nacional se ha mantenido como un área vital en los juegos de mesa, con productos como Die Macher de 1986 que incluye elecciones en Alemania, y Wreck the Nation que satiriza la política de los Estados Unidos bajo la administración de Bush.
Luego de disfrutar de años como un juego por correo, Diplomacy fue uno de los primeros juegos en tomar ventaja del correo electrónico, y hasta hoy continúa siendo un popular videojuego por correo.

## Videojuegos
A medida que las computadoras se volvían más sofisticadas, los juegos de este género fueron más allá del correo electrónico para convertirse en simuladores más complejos. Uno de los primeros videojuegos de este género fue Balance of Power, diseñado por Chris Crawford y publicado en 1985. Este videojuego introduce conflictos del momento álgido de la Guerra Fría, usando decisiones políticas para obtener resultados en vez de guerras. En Balance of Power, cualquier conflicto armado entre un jugador y su oponente superpotencia desemboca en una guerra nuclear, la cual se considera una condición de derrota.
Otros videojuegos de la era de la Guerra Fría son Conflict: Middle East Political Simulator creado por Virgin Interactive, y Crisis in the Kremlin de Spectrum Holobyte. Conflict simulaba una situación hipotética en 1997 en la cual el jugador asumía el rol de un primer ministro israelí el cual estaba obligado a emplear a varios diplomáticos y directivas encubiertas para derrotar a sus naciones rivales. Rodeado por naciones hostiles, el jugador estaba restringido por una fuerza militar muy limitada y por lo tanto incitado a acudir a medios pacíficos para mantenerse en el poder hasta que adquiriera sistemas de armas y poder más avanzados.
En Crisis in the Kremlin, el jugador podía jugar como cualquiera de los tres políticos soviéticos Mijaíl Gorbachov (representado al partido reformista), Yegor Ligachev (el líder del partido absolutista) y Borís Yeltsin (la figura principal del partido nacionalista). El jugador podía utilizar el simulador para probar ciertas estrategias y así llevar a la decayente Unión Soviética a una nueva era de prosperidad o forzar su disolución e integración en el nuevo mundo. Este juego introdujo el concepto de gestión de presupuesto, satisfacción de ciudadanos y facciones así como múltiples valores económicos y espectros políticos.
Los primeros juegos de simulación política estaban pensados para servir más a la educación que al entretenimiento. En 1987, On the Campaign Trail fue desarrollado como una herramienta en el programa de gestión de campaña política de la Kent State University, con la cual los estudiantes tomaban decisiones en relación con las campañas de las elecciones del Senado de los Estados Unidos entre 1970 y 1986. 
El videojuego de 1992 Power Politics (y antes que éste President Elect de 1988) se enfocó en campañas políticas domésticas de Estados Unidos (pero no en la gestión del país en las elecciones). En 1996, esto fue adaptado a Doonsbury Election Game, diseñado por Randy Chase (quién también hizo Power Politics) y distribuido por Mindscape, en el cual los jugadores dirigían una campaña con la asistencia de un grupo de asesores seleccionados de personajes de la tira cómica Doonesbury. Una secuela titulada Power Politics III fue lanzada en 2005. En 2004, Stardock publicó Political Machine, en el cual el jugador maneja a un candidato durante una elección de 41 semanas para Presidente de los Estados Unidos, ideando políticas y haciendo apariciones en talk shows y dando discursos. El videojuego esta fuertemente adaptado a los métodos de votación modernos, utilizando resultados en tiempo real de como las estrategias de campaña afectan los números de votación. En 2006, TheorySpark lanzó President Forever 2008 + Primaries, un videojuego de simulación de elecciones que permite al jugador controlar de manera realista una campaña electoral entera a través de las elecciones primarias y la elección general.
Algunos videojuegos del género implican la propagación de políticas y decisiones de presupuesto para influenciar a los votantes. Un ejemplo es Democracy, publicado en 2005 por Positech Games. En Democracy, los jugadores toman decisiones durante cada turno relacionadas con las políticas a las que apoyan. A medida que los turnos avanzan, el jugador puede observar como la favorabilidad cambia entre ciertos tipos de votantes. Los candidatos hacen promesas antes de cada elección, y el no cumplir con estas promesas puede resultar en un apoyo inferior durante las campañas de reelección del jugador. Otro juego es Commander in Chief, producido por Eversim, que incluye un conjunto de elecciones para políticas domésticas y decisiones.
También existen juegos de rol por foros de simulación política y simulación de naciones. Estos tipos de juegos permiten al jugador participar en un juego de simulación política por medio de un foro de Internet. Generalmente son jugados por turnos y poseen administradores que hacen del motor del juego.
Otro juego más reciente fue Tropico 4, en el cual el jugador es el presidente de una isla bananera en el Mar de las Antillas en medio de la Guerra Fría, tendrá que lidiar con 5 superpotencias de la guerra, China, Europa, la URSS, Oriente Medio y los Estados Unidos. Tendrá que atender ocho facciones, y manejar cada edificio, pero también incluye política interna y externa.
En el año 2019 la desarrolladora Verlumino Studios LLC, lanzó al mercado el videojuego The Political Process, un videojuego lanzado para PC, y disponible para su compra en Steam. Este videojuego permite a los jugadores participar en el sistema político de los Estados Unidos, desde la Junta Escolar hasta la presidencia de Estados Unidos, ofreciendo una representación detallada de las dinámicas electorales y gubernamentales

## Videojuegos relacionados
Otros juegos de construcción y gestión requieren gestión política. Por ejemplo, videojuegos de construcción de ciudades como la saga de juegos SimCity, desarrollada por Maxis, simulan la experiencia de ser un alcalde. SimCity presenta un entorno en tiempo real en el cual el jugador puede crear zonas para el desarrollo de la ciudad, construir caminos, plantas de energía y agua, y observar como la ciudad se desarrolla a medida que toma decisiones. El juego fue lanzado originalmente en 1989 y para 2003 ya iba por su cuarta versión.
Los videojuegos de estrategia a menudo presentan desafíos de gestión política. Los videojuegos de construcción de imperios requieren el manejo de un gobierno, ya sea tribal o interestelar. Esto incluye tareas tales como la construcción de infraestructura y el comercio. Galactic Civilizations II exige que los jugadores manejen la aprobación del pueblo para mantener su partido político en el poder. La política doméstica es a veces omitida para darle más énfasis al conflicto internacional. Por ejemplo, la saga Civilization da a los jugadores control total sobre sus recursos, y reestructurar el imperio radicalmente es una cuestión de clickear el botón "REVOLUCIÓN!".
Otros videojuegos de estrategia se enfocan en la gestión política a distintos grados. Por ejemplo, en el videojuego Hearts of Iron (ambientado en la Segunda Guerra Mundial), la población civil sólo es un factor de partidarios y mano de obra, mientras que en el videojuego Victoria el jugador no sólo debe socializar y conquistar, sino también implementar la Segunda Revolución Industrial.
La política y gobiernos también han sidos implementados en los videojuegos de aventura. A Mind Forever Voyaging, publicado por Infocom en 1985, fue una aventura conversacional en la cual el jugador controlaba una sensible computadora capaz de experimentar con posibles futuros escenarios basándose en distintas decisiones de política pública. Newsweek dijo acerca del videojuego: "No es 1984, pero de algunas maneras, inclusive da miedo".

## Entrenamiento y educación
Más allá del entretenimiento, estos juegos tienen aplicaciones prácticas en el entrenamiento y educación del personal gubernamental. Los simuladores de entrenamiento han sido creados para temas tales como políticas de manejo de la aplicación de la ley (como creación de perfiles raciales), simulaciones de la carrera de un oficial militar, y respuestas hospitalarias a situaciones de emergencia.